# DREAM.16
DREAM.16（ドリーム・シックスティーン）は、日本の総合格闘技イベント「DREAM」の大会の一つ。2010年9月25日、愛知県名古屋市の日本ガイシホールで開催された。

## 大会概要
メインイベントではDREAMライトヘビー級王座決定戦が行なわれ、ゲガール・ムサシが水野竜也に裸絞めで一本勝ちを収め、ライトヘビー級王座を獲得。ミドル級王座に続き、2階級制覇に成功した。
セミファイナルでは、ジェイソン・"メイヘム"・ミラーが桜庭和志に肩固めで一本勝ち。桜庭は生涯初の一本負けとなった。
大会3日前の9月22日に石井慧の参戦が発表され、ミノワマンと対戦。3-0の判定勝ちを収め、日本での初勝利となった。
石井参戦に当たって、ミノワマンとの対戦が予定されていたジェームス・トンプソンは、DREAM初参戦となった川口雄介との対戦に変更され、1-2の判定負けとなった。
出場予定であった山本"KID"徳郁は欠場となった。

## 試合結果
第1試合 ヘビー級ワンマッチ 1R10分、2R5分
○  川口雄介 vs.  ジェームス・トンプソン ×
2R終了 判定2-1
第2試合 フェザー級ワンマッチ 65kg契約 1R10分、2R5分
○  石田光洋 vs.  西浦"ウィッキー"聡生 ×
2R終了 判定2-1
第3試合 フェザー級ワンマッチ 65kg契約 1R10分、2R5分
○  宮田和幸 vs.  リオン武 ×
2R終了 判定3-0
第4試合 フェザー級ワンマッチ 63kg契約 1R10分、2R5分
○  ヨアキム・ハンセン vs.  所英男 ×
1R 2:48 三角絞め
第5試合 フェザー級ワンマッチ 65kg契約 1R10分、2R5分
○  小見川道大 vs.  コール・エスコベド ×
1R 2:30 アームバー
第6試合 フェザー級ワンマッチ 64kg契約 1R10分、2R5分
○  高谷裕之 vs.  チェイス・ビービ ×
1R 1:45 KO（左フック→パウンド）
第7試合 無差別級ワンマッチ 1R10分、2R5分
○  石井慧 vs.  ミノワマン ×
2R終了 判定3-0
第8試合 ライト級ワンマッチ 1R10分、2R5分
○  青木真也 vs.  マーカス・アウレリオ ×
2R終了 判定3-0
第9試合 ミドル級ワンマッチ 1R10分、2R5分
○  ジェイソン・"メイヘム"・ミラー vs.  桜庭和志 ×
1R 2:09 肩固め
第10試合 DREAMライトヘビー級王座決定戦 1R10分、2R5分
○  ゲガール・ムサシ vs.  水野竜也 ×
1R 6:10 裸絞め
※ムサシが王座獲得に成功。